# Love Sensuality Devotion: The Greatest Hits
Love Sensuality Devotion: The Greatest Hits – wydana w 2001 roku kompilacyjna płyta grupy Enigma.
Zawiera szesnaście największych przebojów zespołu, począwszy od 1990 roku, oraz dwa nowe utwory, które bardzo odbiegają od dotychczasowej twórczości grupy. Płyta jest bardzo różnorodna. Można tu bowiem znaleźć utwory Enigmy, utrzymane w różnych stylach – począwszy od popowych piosenek z chorałami gregoriańskimi, które przypominają formą muzykę kościelną ("Sadeness (Part 1)", "Mea Culpa"), poprzez piosenki bez chorałów, które stanowią czysty pop i w niczym nie są stylizowane na muzykę kościelną ("Principles Of Lust", "T.N.T. For The Brain", "Silence Must Be Heard" czy "Shadows In Silence") aż po utwory, które mimo braku chorałów są stylizowane na muzykę kościelną ("Turn Around"). Nie znajdziemy tu jednak oryginalnych w stu procentach utworów - są one płynnie połączone w spójną całość, także początki jak i końce różnią się od tych, które możemy słyszeć w poszczególnych albumach.  
Uzupełnienie płyty stanowi wydana również w 2001 roku płyta DVD, Remember the Future z teledyskami Enigmy. Obie płyty zostały wydane nakładem firmy Virgin.

## Lista utworów
1. "The Landing" – 1:04
2. "Turn Around" – 3:51
3. "Gravity of Love" – 3:59
4. "T.N.T. for the Brain" – 5:18
5. "Modern Crusaders" – 3:53
6. "Shadows in Silence" – 4:19
7. "Return to Innocence" – 4:15
8. "I Love You ... I'll Kill You" – 8:01
9. "Principles of Lust" – 3:08
10. "Sadeness (Part I)" – 4:15
11. "Silence Must be Heard" – 4:46
12. "Smell of Desire" – 4:32
13. "Mea Culpa" – 4:31
14. "Push the Limits" – 3:48
15. "Beyond the Invisible" – 4:50
16. "Age of Loneliness" – 4:10
17. "Morphing Thru Time" – 5:26
18. "The Cross of Changes" – 2:15